# USV a vela

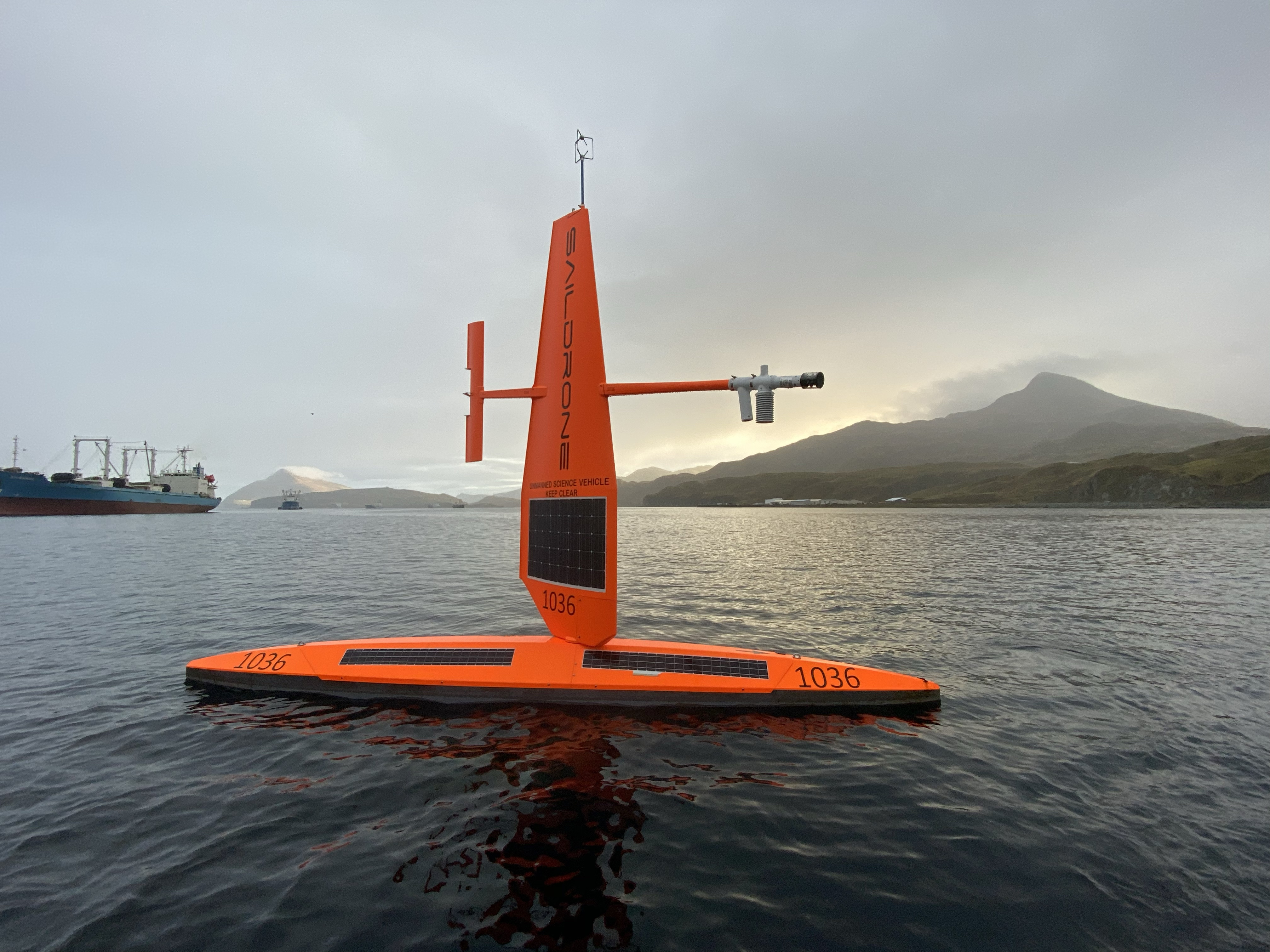
Un dron a vela en Dutch Harbor (Alaska), durante las misiones árticas de la National Oceanic and Atmospheric Administration (NOAA) de 2019

Un dron a vela o USV a vela (del inglés Unmanned Surface Vehicle) es un tipo de vehículo de superficie no tripulado que se utiliza principalmente en los océanos para la recogida de datos. Los drones a vela funcionan con energía eólica y solar y llevan un conjunto de sensores científicos e instrumentos de navegación. Pueden seguir un conjunto de puntos de ruta prescritos a distancia. El dron a vela fue inventado por Richard Jenkins, un ingeniero británico, fundador y director ejecutivo de Saildrone, Inc. Los drones a vela han sido utilizados por científicos y organizaciones de investigación como la National Oceanic and Atmospheric Administration (NOAA) de los Estados Unidos para estudiar el ecosistema marino, la pesca y el clima.

## Evolución
En enero de 2019, se lanzó una pequeña flota de drones a vela para intentar la primera circunnavegación autónoma de la Antártida. Uno de los drones a vela completó la misión, viajando 20 100 km durante un viaje de siete meses mientras recopilaba un conjunto de datos detallados usando instrumentación de monitoreo ambiental a bordo.
En agosto de 2019, el SD 1012 (del inglés salidrone) completó la travesía no tripulada más rápida del Atlántico navegando desde las Bermudas hasta el Reino Unido, y en octubre completó el viaje de vuelta para convertirse en el primer vehículo autónomo en cruzar el Atlántico en ambas direcciones. La Universidad de Washington y la empresa Saildrone iniciaron una empresa conjunta en 2019 llamada The Saildrone Pacific Sentinel Experiment, que posicionó seis drones a vela a lo largo de la costa oeste de Estados Unidos para recopilar datos atmosféricos y oceánicos.
Saildrone y la NOAA desplegaron cinco buques modificados de la clase Hurricane en lugares clave del océano Atlántico antes del inicio en junio de la temporada de huracanes en el Atlántico de 2021. En septiembre, el SD 1045 se encontraba posicionado para obtener vídeo y datos del interior del huracán Sam. Fue el primer buque de investigación en aventurarse en medio de un gran huracán.